# Eve McCrystal
Eve McCrystal, née le 28 juillet 1978 à Dundalk est une coureuse cycliste irlandaise et une cycliste paralympique irlandaise ayant participé à des épreuves en tandem pour l'Irlande, en tant que pilote voyante pour la cycliste aveugle Katie-George Dunlevy. 

## Carrière
McCrystal a remporté une médaille d'or au contre-la-montre de 1 km B et une médaille d'argent dans la course sur route aux Jeux paralympiques d'été de 2016 à Rio avec Katie-George Dunlevy. 
McCrystal et Katie-George Dunlevy remportent la médaille d'or à l'épreuve internationale de paracyclisme du Yorkshire 2019 avec un temps de 02:36:57,.

## Palmarès sur route

### Par années
- 2013
  - 3e du championnats d'Irlande du contre-la-montre
- 2015
  - 2e du championnats d'Irlande du contre-la-montre
- 2016
  - 2e du championnats d'Irlande sur route
  - 2e du championnats d'Irlande du contre-la-montre
- 2017
  - 3e du championnats d'Irlande du contre-la-montre
- 2018
  -  Championne d'Irlande sur route
  - 3e du championnats d'Irlande du contre-la-montre
- 2020
  -  Championne d'Irlande du contre-la-montre
  - 2e du championnats d'Irlande sur route
- 2021
  - 2e du championnats d'Irlande du contre-la-montre
- 2022
  - 3e du championnats d'Irlande du contre-la-montre

### Classements mondiaux
| Année                                 | 2015 | 2016 | 2017 | 2018 | 2019 | 2020 | 2021 | 2022 | 2023  | 2024  |
| ------------------------------------- | ---- | ---- | ---- | ---- | ---- | ---- | ---- | ---- | ----- | ----- |
| Classement UCI                        | 434e | 344e | 654e | 333e | nc   | 104e | 608e | 632e | 1319e | 1089e |
|                                       |      |      |      |      |      |      |      |      |       |       |
| Légende : nc = non classéSource : UCI |      |      |      |      |      |      |      |      |       |       |

## Vie privée
McCrystal est membre d'An Garda Síochana (officier de police irlandais) basé à Ballybay, dans le comté de Monaghan. Elle fait également des triathlons Ironman pendant son temps libre. Elle a deux filles,. 